# BlackBerry Bold 9780
BlackBerry Bold 9780（ブラックベリーボールド 9780）は、カナダの携帯電話メーカーリサーチ・イン・モーション (RIM) が開発したBlackBerryシリーズのスマートフォンで、HSDPAに対応する最上位機種である。日本ではNTTドコモよりドコモ スマートフォンシリーズ（2011年冬モデル発表以降はdocomo NEXT series）の端末として提供される。日本のほか、アメリカ、ヨーロッパ、アジア、豪州と世界中で発売されている。

## 概要
2010年7月に発売されたBlackBerry Bold 9700の後継機種となっている。デザインはおなじみのコンパクトにまとめられた、QWERTYキーボードとトラックパッドを搭載した皮張りのストレートタイプで、BlackBerry Bold 9700とほとんど変わっていない。ベゼルと呼ばれる縁の金属部分がシルバーからガンメタリックに変わった程度である。ただしカメラの画素数やメモリー量、液晶の照度が大幅に増えたことと、日本では初となるBlackBerry OS 6.0が搭載され、インターフェースが刷新されたことが大きな特徴である。テキストベースが多かった設定画面なども、アイコン化されている。
BlackBerry Messenger、TwitterやFacebookといったSNSをひとつのアプリケーションで管理するソーシャルフィードといわれるアプリケーションが追加された。RSSリーダー機能も対応しているため、それらSNSのほかにニュースなども一覧表示が可能となる。
通信仕様も9700と変わっていないが、ブラウザがWebKitベースのタブブラウザとなったことや、メモリーやCPUがアップしたため、ブラウザのレンダリング（圧縮・解凍）速度が早くなっている。また通話時間や待ち受け時間が大幅に向上している。
ブラウザはFlashなどは搭載されていないが、Wi-Fiで接続した場合などは、メディアプレーヤーと連携をとりYouTubeなども閲覧可能となる。
NTTドコモにてBlackBerry Internet ServiceやBlackBerry Enterprise Serviceのオプションをつけることで、企業グループウェアとの同期、プロバイダメールやWebメールのプッシュでの受信を行うことができる。
ビジネス向けである、BlackBerry Enterprise Serviceでは、企業内のExchange ServerやLotus Domino、サイボウズといったグループウェアとの高セキュリティーな、プッシュ型の連携が可能となる。
個人や中小企業向けのBlackBerry Internet Serviceでは、プッシュメールや、プッシュ型インスタントメッセンジャー、チャット機能、Twitter、Facebook、MySpace、Flickr、foursquare、mixiといったソーシャルネットワーク連携機能が大きな強みをもつ端末である。
メールはPOPメールやGmail等のWebメール、またspモードメールがプッシュ型で配信される。
Wi-FiではIEEE 802.11b/gに対応しており、WiFi環境であってもプッシュ型のメールやインスタントメッセンジャーは利用することができる。Wi-Fiテザリングには対応しない。
そのかわりUSBケーブルやBluetoothを使ったモデム通信が可能となる。
NTTドコモのiモードでおなじみの絵文字やデコメ絵文字の利用が可能となっており、spモードメールなどで利用することが可能なほか、絵文字などはTwitterやメッセンジャーでも利用が可能となっている。
入力言語や表示言語が日本語のほか英語、ドイツ語、フランス語、イタリア語、ロシア語、中国語、韓国語に対応する。

## SIMロック解除への対応
本端末からNTTドコモによる公式SIMロック解除に対応にしているため、NTTドコモUSA等、BlackBerryサービスに対応している他の通信事業者のSIMカードを指すことで利用することが理論上可能となる。ただし、ソフトバンクモバイルや日本通信といったBlackBerryサービスを提供していない通信事業者のSIMカードを指した場合、BlackBerry特有のメールやブラウザ、メッセンジャーといったサービスは利用することはできず、音声通話やSMS程度しか利用できない。

## アプリケーション
アプリケーションはメーラーやブラウザ、カレンダー、メッセンジャー、アドレス帳のほかに、様々なサイトからダウンロードして利用することが可能となる。またRIM社が展開しているBlackBerry App Worldといわれる、BlackBerryのアプリポータルアプリケーションがプリインストールされる。ここでは有料、無料あわせて40,000を超えるアプリケーションが公開されている。
その他にドコモアプリケーションサイト、Application Centerというアプリケーションダウンロード用のツールがプリインストールされている。
これらのアプリケーションポータルから様々なアプリケーションをダウンロードし端末をカスタマイズすることが可能となる。

### プリインストールアプリ
- ソーシャルフィード
- Evernote
- Dropbox
- BeBuzz Free
- ブラウザ、メーラー、カレンダー、アドレス帳
- BlackBerryメッセンジャー、Google Talk、Windows Live メッセンジャー
- Twitter、Facebook、Myspace、mixiなどのSNS用アプリケーション。
- 地図 - BlackBerry Mapというアプリがプリインストールされている。他モバイルGoogle Mapsを利用することができ、GPSやストリートビューにも対応している。またナビタイムも利用することができる。
- テーマ - 様々のサイトからテーマをダウンロードし、画面のカスタマイズを行うことができる。
- ウィジェット -天気予報、株価といったウィジェットがプリインストールされている。
- foursquare
- CamCard
- QR Cord Scanner Pro
- ゲーム
- Word To Go ver. 2.0005、Sheet To Go ver. 2.0005、Slideshow To Go ver. 2.0005 - Word、Excel、PowerPointを編集できるアプリケーション。プリインストールされている。メールの添付などを閲覧する際などにも利用することができる。
- Word To Go などのほかにアタッチメントビューアーで（Word、Excel、PDF、PowerPoint、JPEG、GIF、TIFF、BMP、TXT、Zipのメールの添付の表示が可能となる。
- 音楽プレイヤー - iTunesやWindows Media Playerのプレイリストとの同期をとった音楽などを聴くことができる。別売りでリモコン付ヘッドセットなども利用できる。
- メディアプレーヤー - ミュージックビデオや映画などのmicro SDに保存した動画などの試聴が可能。
- 時計、電卓、ボイスレコーダー、メモ帳、音声ダイヤル、タスク

## 主な対応サービス
| 主な対応サービス                                                     | 主な対応サービス                                                    | 主な対応サービス                       | 主な対応サービス                                                    | 主な対応サービス |
| -------------------------------------------------------------------- | ------------------------------------------------------------------- | -------------------------------------- | ------------------------------------------------------------------- | ---------------- |
| タッチパネル                                                         | FOMAハイスピード3.6Mbps                                             | Bluetooth                              | DCMX／おサイフケータイ                                              |                  |
| iアプリオンライン／地図アプリ                                        | 直感ゲーム／メガiアプリ                                             | iウィジェット                          | マチキャラ／iコンシェル                                             |                  |
| ホームU／ポケットU                                                   | GPS／オートGPS／ケータイお探し                                      | デコメール／デコメ絵文字／デコメアニメ | iチャネル                                                           |                  |
| 着もじ                                                               | テレビ電話／キャラ電                                                | ケータイデータお預かりサービス         | フルブラウザ                                                        |                  |
| おまかせロック／バイオ認証 BES利用の場合、遠隔ロック、遠隔消去等可能 | 外部メモリーへiモードコンテンツ移行／ユーザーデータ一括バックアップ | トルカ                                 | iC通信／iCお引越しサービス                                          |                  |
| きせかえツール（テーマの変更が可能）／ ダイレクトメニュー            | バーコードリーダ／名刺リーダ                                        | 2in1                                   | エリアメール／ソフトウェアーアップデート自動更新                    |                  |
| GSM／3Gローミング（WORLD WING）                                      | 着うたフル／うた・ホーダイ                                          | Music&Videoチャネル／ビデオクリップ    | デジタルオーディオプレーヤー(AAC)（AAC+）（eAAC+）(WMA)(MP4)（MP3） |                  |

## 付属品
- 同梱物
  - USBケーブル
  - ACアダプタ
  - レザーケース
  - マルチメディアイヤホンマイク
- 別売り
  - 卓上ホルダ
  - キャリングケース

## PCとの同期
Outlookなどのアドレス帳やスケジュール、タスクなどのPCのPIMや音楽（iTunes | Windows Media Player）との同期やデータのバックアップ、OSの再インストールを行うためのツールとして、デスクトップソフトウェアというアプリケーションが利用可能となっている。

## 歴史
- 2011年5月16日 - NTTドコモより発売が発表される。
- 2011年6月22日 - 事前予約開始
- 2011年6月29日 - 発売開始